# Marzan
Marzan (tiếng Breton: Marzhan) là một xã ở tỉnh Morbihan trong vùng Bretagne tây bắc Pháp. Xã này có diện tích 33,84 km², dân số năm 1999 là 1695 người. Khu vực này có độ cao từ 0-83 mét trên mực nước biển.
Cư dân của Marzan danh xưng trong tiếng Pháp là Marzannais.